# Anolis orcesi
Espèce
Synonymes
- Phenacosaurus orcesi Lazell, 1969
- Dactyloa orcesi (Lazell, 1969)

Anolis orcesi est une espèce de sauriens de la famille des Dactyloidae. 

## Répartition
Cette espèce est endémique de la province de Napo en Équateur. Elle a été découverte sur les flancs du Sumaco.

## Étymologie
Cette espèce est nommée en l'honneur de Gustavo Edmundo Orcés Villagómez.

## Publication originale
- Lazell, 1969 : The genus Phenacosaurus (Sauria, Iguanidae). Breviora, no 325, p. 1-24 (texte intégral).